# Museo della Sorveglianza Segreta
Il Museo della Sorveglianza Segreta (in albanese Muzeu i Përgjimeve të Sigurimit të Shtetit), noto per metonimia come Casa delle Foglie (in albanese Shtëpia me Gjethe), è un museo di Tirana che racconta la storia del regime comunista ed è ospitato nell'edificio che fungeva da quartier generale della Sigurimi, la polizia segreta albanese durante l'era comunista.

## Storia
Il museo è ospitato in una villa a due piani con giardino, realizzata nel 1931 da Jani Basho come prima clinica di ostetricia e ginecologia. Durante l'occupazione tedesca l'edificio ospitò il quartier generale della Gestapo e, dopo la fine della seconda guerra mondiale, divenne il quartier generale della Sigurimi fino al crollo del regime comunista nel 1991.
Il 23 maggio 2017 la "Casa delle Foglie", così chiamata per le piante rampicanti che ne coprivano le facciate, è diventata un museo "dedicato alle persone innocenti che sono state spiate, arrestate, processate, condannate e giustiziate durante il regime comunista".
Il museo si trova nel centro della capitale albanese, davanti alla cattedrale ortodossa e vicino alla Banca Nazionale, e nel 2020 ha ricevuto il Premio museo del Consiglio d'Europa.